# 2052
|  | Denne artikel beskriver en fremtidig begivenhed Denne artikel eller sektion handler om planlagt eller forventet fremtidig begivenhed. Der kan forekomme spekulativ information, og indholdet kan ændres dramatisk når begivenheden nærmer sig og mere information bliver tilgængelig. |

| 2052               |
| ------------------ |
| Dødsfald - Fødsler |
|                    |

| Gregoriansk kalender | 2052 MMLII              |
| Ab urbe condita      | 2805                    |
| Armensk kalender     | 1501 ԹՎ ՌՇԱ             |
| Kinesiske kalender   | 4748 – 4749 辛未 – 壬申 |
| Etiopisk kalender    | 2044 – 2045             |
| Jødisk kalender      | 5812 – 5813             |
| Hindukalendere       |                         |
| - Vikram Samvat      | 2107 – 2108             |
| - Shaka Samvat       | 1974 – 1975             |
| - Kali Yuga          | 5153 – 5154             |
| Iransk kalender      | 1430 – 1431             |
| Islamisk kalender    | 1475 – 1476             |

2052 (MMLII) begynder året på en mandag.